# Orientkaj (metropolitana di Copenaghen)
La stazione di Orientkaj è una stazione della metropolitana di Copenaghen, capolinea settentrionale della linea M4.

## Storia
La stazione entrò in servizio il 28 marzo 2020, come capolinea settentrionale della nuova linea M4.